# Gili Kuritzki
Gili Kuritzki (17 de septiembre de 2008) es una deportista israelí que compite en esgrima, especialista en la modalidad de florete. En los Juegos Europeos de Cracovia 2023 consiguió una medalla de bronce en la prueba individual.

## Palmarés internacional
| Juegos Europeos | Juegos Europeos    | Juegos Europeos   | Juegos Europeos    |
| Año             | Lugar              | Medalla           | Prueba             |
| --------------- | ------------------ | ----------------- | ------------------ |
| 2023            | Cracovia (Polonia) | Medalla de bronce | Florete individual |